# Tachydromia gussakovskii
Tachydromia gussakovskii är en tvåvingeart som beskrevs av Igor Shamshev 1994. Tachydromia gussakovskii ingår i släktet Tachydromia och familjen puckeldansflugor. Inga underarter finns listade i Catalogue of Life.